# Orto Botanico di Roma

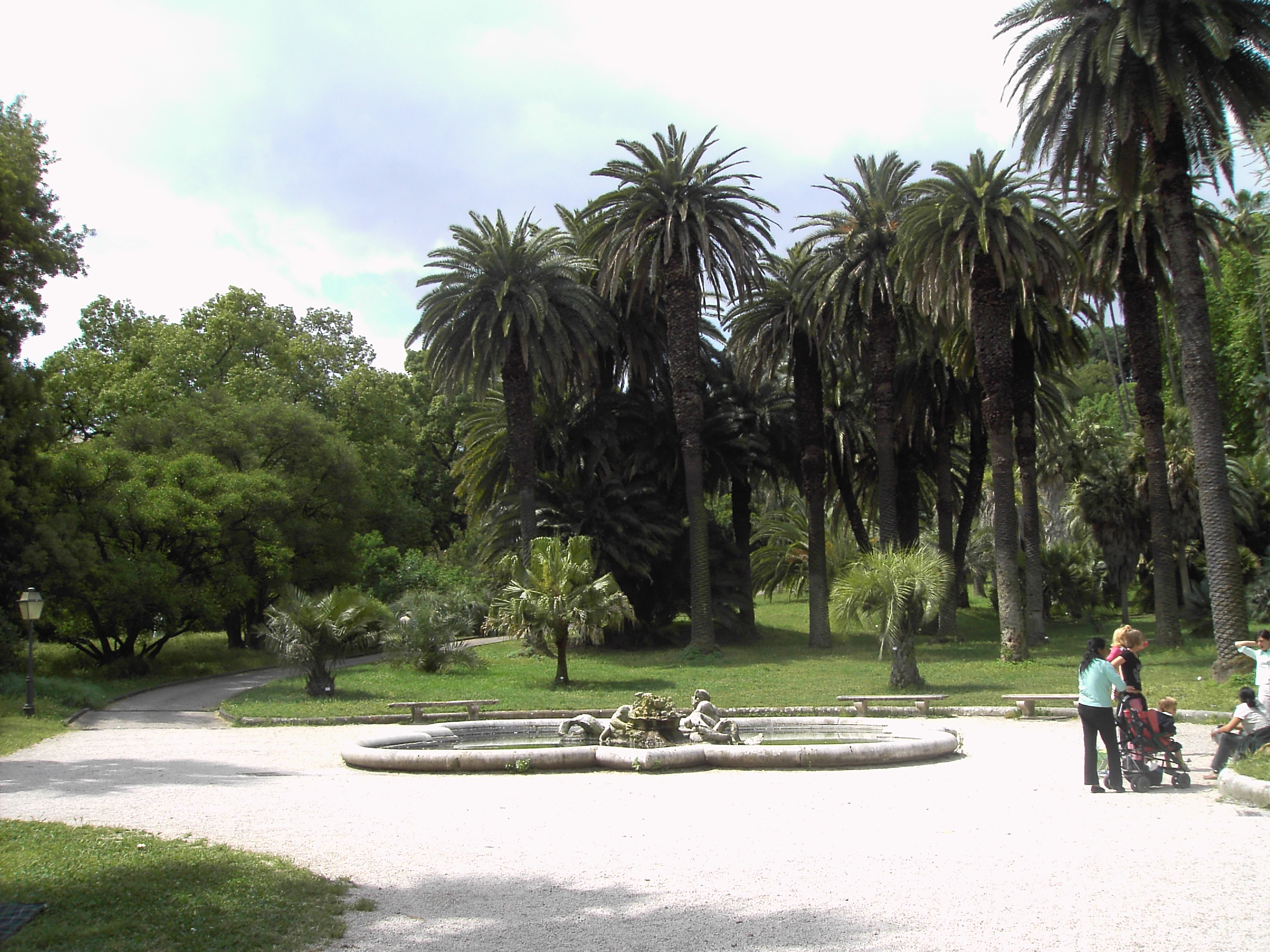
Botanischer Garten, Rom

Der Orto Botanico dell’Università di Roma „La Sapienza“, auch Orto Botanico di Roma, ist ein von der Universität La Sapienza in Rom betriebener Botanischer Garten; die Straßenadresse lautet Largo Cristina di Svezia 24, Rom, Italien.
Der Garten ist 365 Tage im Jahr geöffnet.

## Geschichte
Der Garten wurde 1883 als Nachfolger der auf die Renaissance datierenden päpstlichen botanischen Gärten angelegt. Er befindet sich am Hang des Hügel Gianicolo und blickt auf den aus dem 17. Jahrhundert stammenden Palazzo Corsini, in dem von 1659 bis 1689 Königin Christina von Schweden lebte. Heute befindet sich hier die Hauptniederlassung der Accademia dei Lincei. Ein Teil des aktuellen Botanischen Gartens war einst der Privatgarten des Palazzo Corsini. Nachdem der Palast in das Eigentum des italienischen Staates überführt worden war, wurde dieser Garten mit den bestehenden päpstlichen Gärten vereint.
Heute verfügt der Garten über mehr als 3.000 Pflanzenarten. Es gibt u. a. einen japanischen Garten, eine bedeutende Sammlung an Bambuspflanzen, einen Aromagarten und eine Abteilung mit über 300 medizinischen Nutzpflanzen. Zu den selteneren Arten gehören Cedrus deodara, Dasylirion glaucophyllum und Dasylirion acrotrichum, Erythrina crista-galli und Liquidambar orientalis. Es gibt mehrere Gewächshäuser mit Sammlungen an Kakteen, Bonsai, fleischfressenden Pflanzen und tropischen Pflanzen, darunter Wolfsmilch und Orchideen.

Ansichten
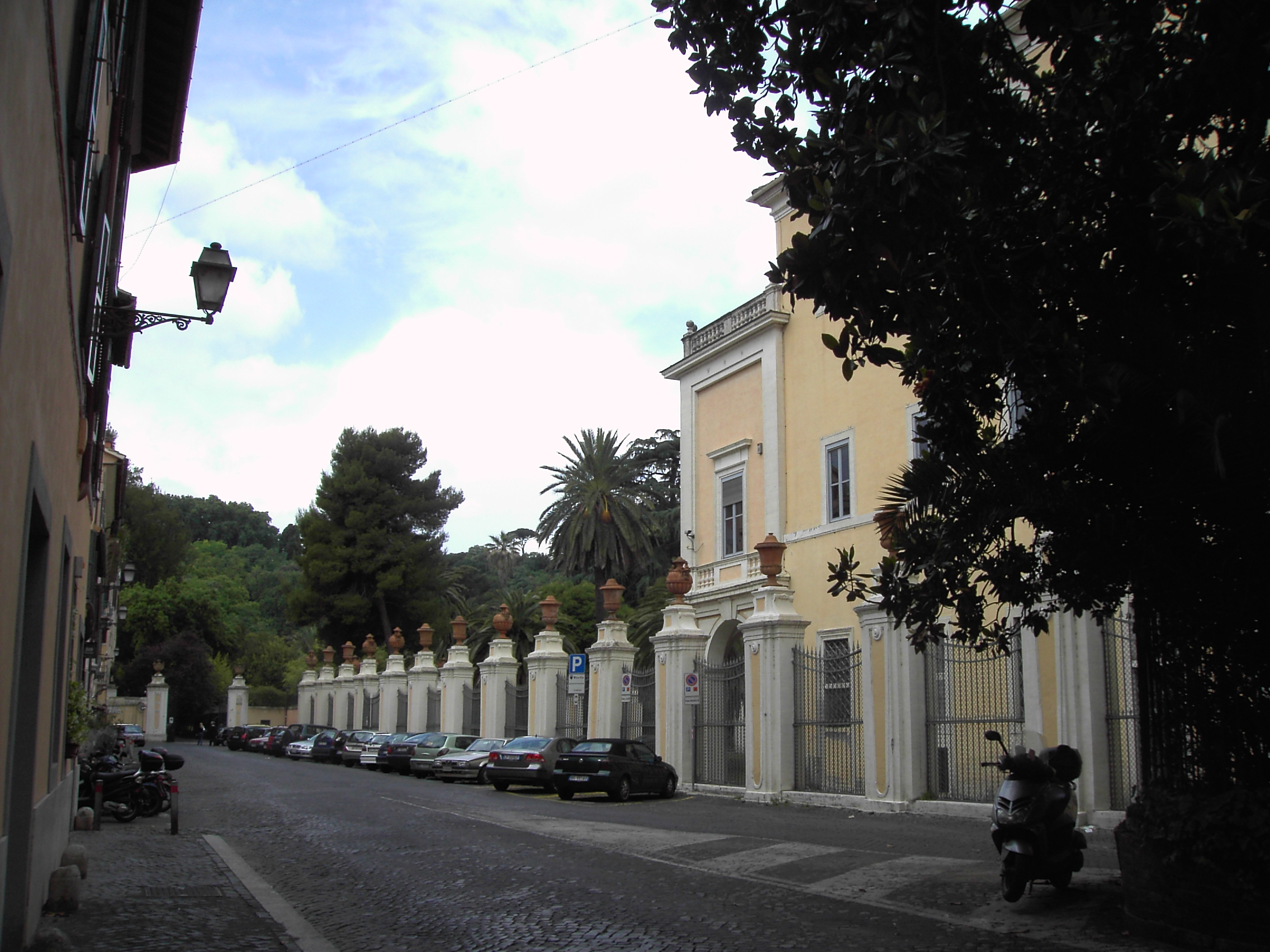
Eingang zu den Gärten
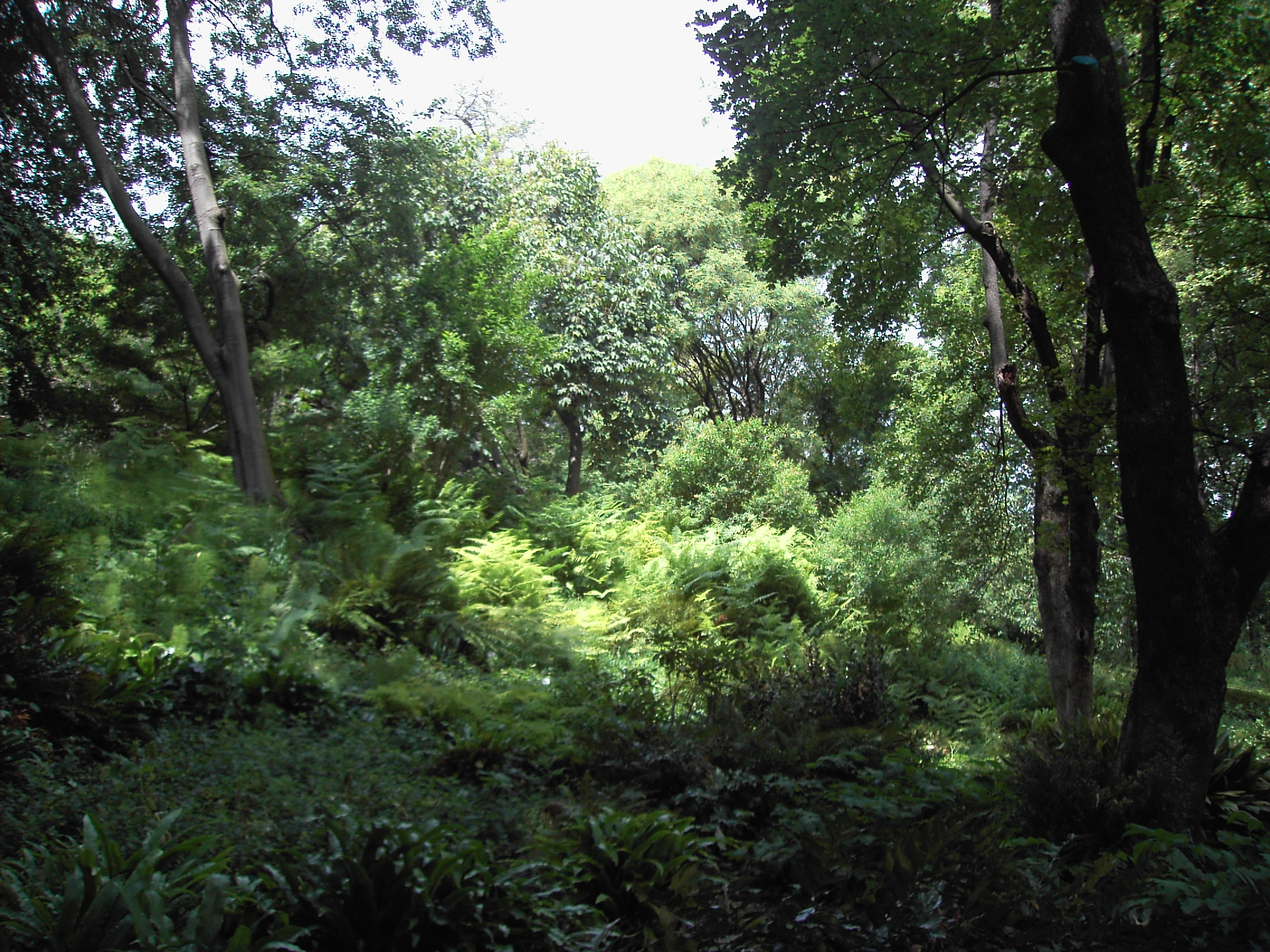
Farntal
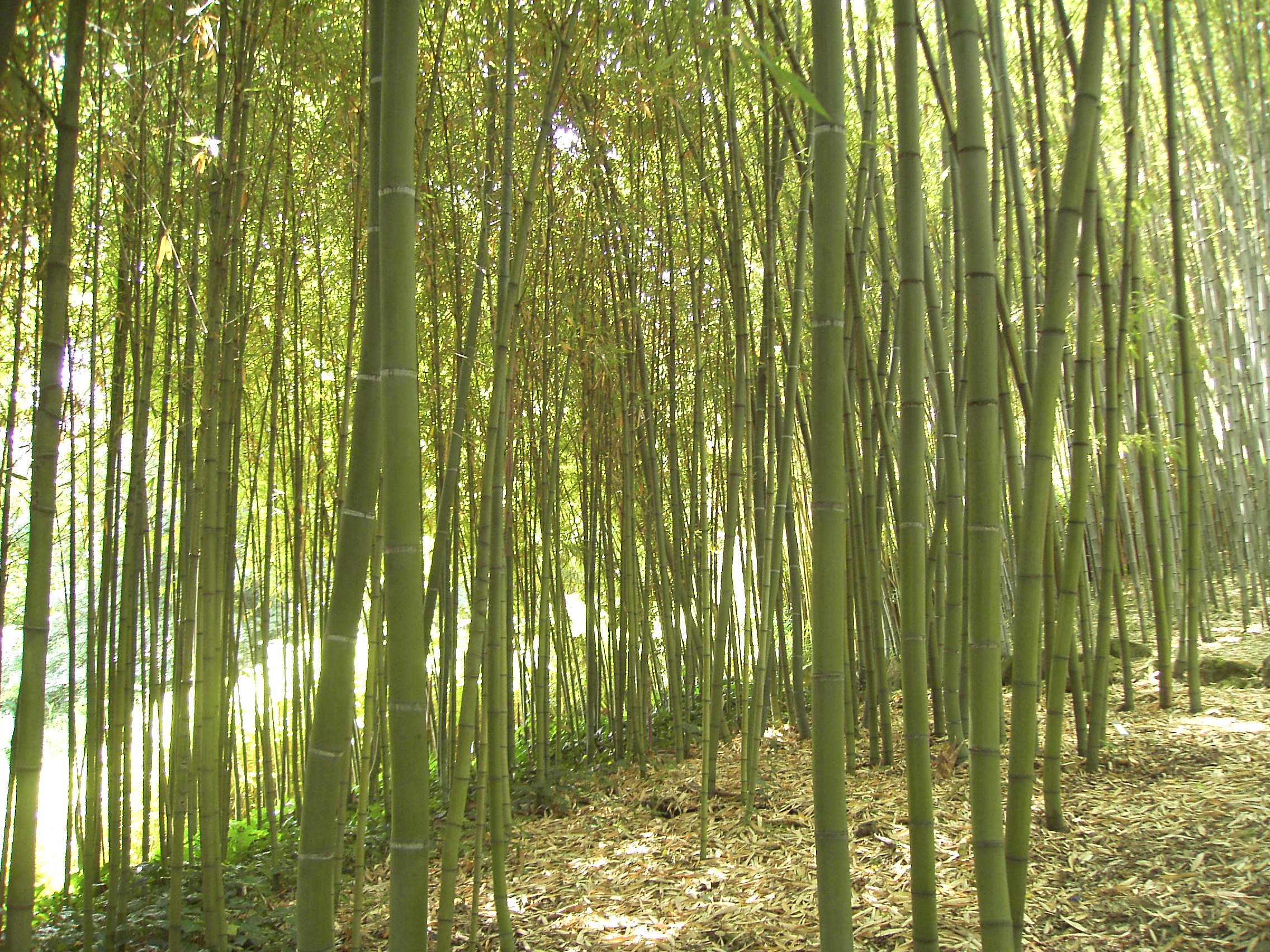
Bambushain
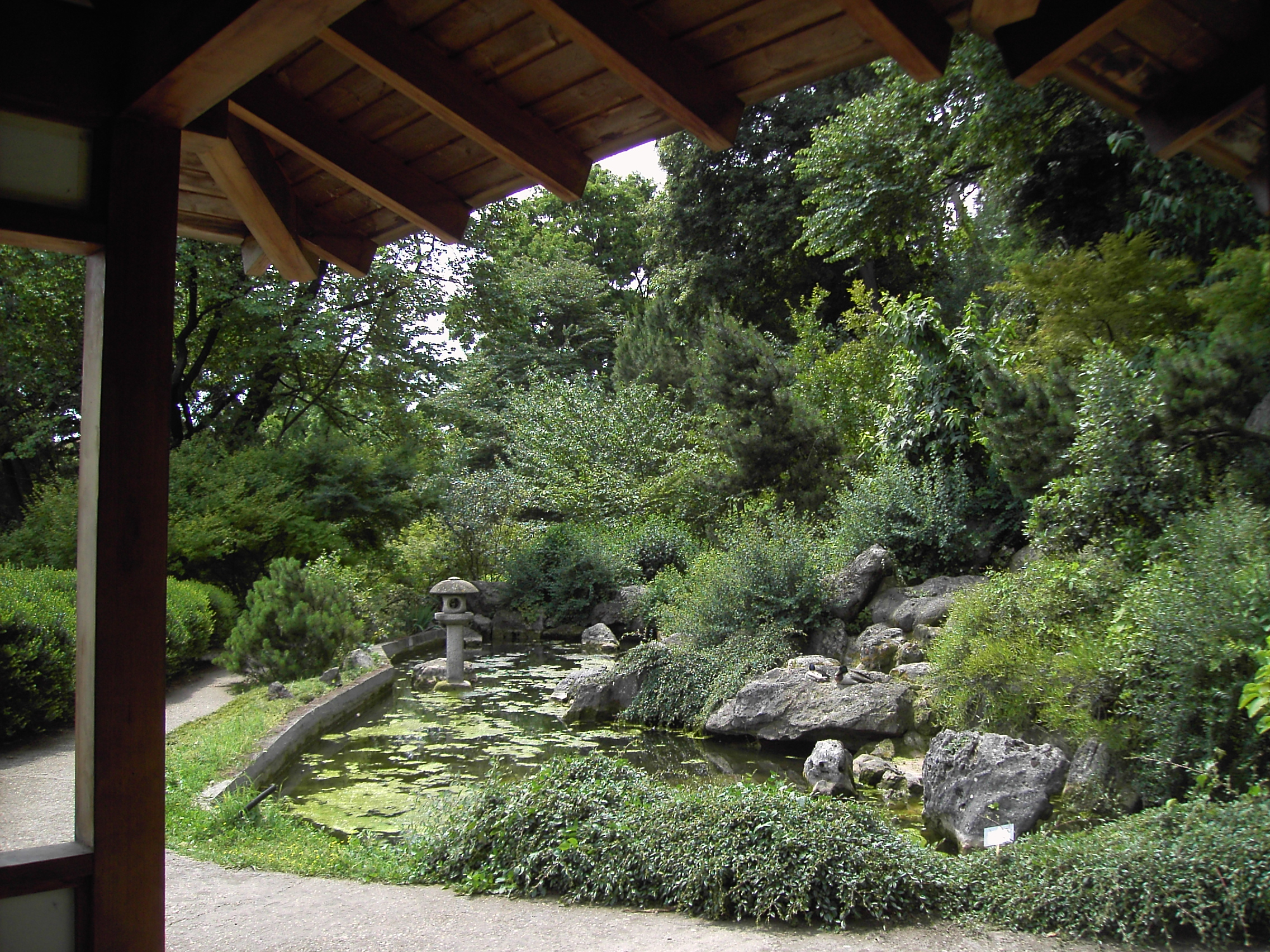
Japanischer Garten